# Cellio con Breia
Cellio con Breia är en kommun i provinsen Vercelli i regionen Piemonte, Italien. Kommunen bildades den 1 januari 2018 när kommunerna Breia och Cellio slogs samman. Kommunen hade 981 invånare (2018).